# سيريل فولي
سيريل فولي (1 نوفمبر 1868 في المملكة المتحدة - 9 مارس 1936) (بالإنجليزية: Cyril Foley)‏ هو عالم آثار وضابط ولاعب كريكت بريطاني (وحمل سابقاً جنسية المملكة المتحدة لبريطانيا العظمى وأيرلندا). لعب مع نادي مقاطعة ميدلسكس للكريكت ‏ ونادي جامعة كامبريدج للكريكيت ‏.

## وصلات خارجية
- سيريل فولي على موقع إي آس بي آن كريك إنفو (الإنجليزية)